# Kjell Liljeroth
Kjell Liljeroth, född 31 oktober 1942, är en svensk före detta professionell ishockeyspelare (forward).